# Orlando Engelaar
Orlando Wensley Engelaar (* 24. srpna 1979, Rotterdam, Nizozemsko) je nizozemský fotbalový záložník a bývalý reprezentant, který působí v klubu FC Twente. Se svou výškou 196 cm je silný v hlavičkových soubojích i zakončování hlavou.
Mimo Nizozemska působil v Belgii, Německu a Austrálii.

## Klubová kariéra
V Nizozemsku hrál profesionálně za kluby NAC Breda, FC Twente a PSV Eindhoven. Působil ještě v belgickém KRC Genk a německém FC Schalke 04.
Po skončení čtyřletého kontraktu s PSV Eindhoven podepsal 9. srpna 2013 jako volný hráč smlouvu s australským klubem Melbourne Heart.

## Reprezentační kariéra
V nizozemském reprezentačním A-mužstvu debutoval v přátelském zápase proti Jižní Koreji 2. června 2007 (výhra Nizozemska 2:0).
Trenér Marco van Basten jej vzal na Mistrovství Evropy 2008 v Rakousku a Švýcarsku, kde Nizozemsko vypadlo ve čtvrtfinále s Ruskem. Engelaar nastoupil ve všech zápasech Oranjes na šampionátu.
Nový reprezentační trenér Bert van Marwijk jej nevzal na Mistrovství světa 2010 v Jihoafrické republice, ačkoli byl Engelaar členem širší nizozemské soupisky.